# Tepeco, Hidalgo
Tepeco är en ort i Mexiko.   Den ligger i kommunen Huautla och delstaten Hidalgo, i den sydöstra delen av landet, 210 km nordost om huvudstaden Mexico City. Tepeco ligger 364 meter över havet och antalet invånare är 361.
Terrängen runt Tepeco är kuperad åt sydväst, men åt nordost är den platt. Tepeco ligger uppe på en höjd. Runt Tepeco är det ganska tätbefolkat, med 65 invånare per kvadratkilometer. Närmaste större samhälle är Chicontepec de Tejada, 10,2 km söder om Tepeco. Omgivningarna runt Tepeco är en mosaik av jordbruksmark och naturlig växtlighet.